# Betekenis (single)
Betekenis is de derde single van de Nederlandse zanger Jeroen van der Boom. Het is de opvolger van de nummer 1-hit "Eén wereld".
Het nummer staat op het debuutalbum van Van der Boom, Jij bent zo en werd op 1 maart 2008 uitgebracht. Edwin van Hoevelaak en Edwin de Groot schreven en produceerden het nummer. Het nummer behaalde de tweede positie in de Nederlandse Top 40. In de Vlaamse Ultratop stond het nummer op de 22e plaats. 

## Hitnotering
| Betekenis in de Nederlandse Top 40 - binnen: 15 maart 2008 | Betekenis in de Nederlandse Top 40 - binnen: 15 maart 2008 | Betekenis in de Nederlandse Top 40 - binnen: 15 maart 2008 | Betekenis in de Nederlandse Top 40 - binnen: 15 maart 2008 | Betekenis in de Nederlandse Top 40 - binnen: 15 maart 2008 | Betekenis in de Nederlandse Top 40 - binnen: 15 maart 2008 | Betekenis in de Nederlandse Top 40 - binnen: 15 maart 2008 | Betekenis in de Nederlandse Top 40 - binnen: 15 maart 2008 | Betekenis in de Nederlandse Top 40 - binnen: 15 maart 2008 | Betekenis in de Nederlandse Top 40 - binnen: 15 maart 2008 | Betekenis in de Nederlandse Top 40 - binnen: 15 maart 2008 | Betekenis in de Nederlandse Top 40 - binnen: 15 maart 2008 | Betekenis in de Nederlandse Top 40 - binnen: 15 maart 2008 | Betekenis in de Nederlandse Top 40 - binnen: 15 maart 2008 | Betekenis in de Nederlandse Top 40 - binnen: 15 maart 2008 | Betekenis in de Nederlandse Top 40 - binnen: 15 maart 2008 |
| Week                                                       | 1                                                          | 2                                                          | 3                                                          | 4                                                          | 5                                                          | 6                                                          | 7                                                          | 8                                                          | 9                                                          | 10                                                         | 11                                                         | 12                                                         | 13                                                         | 14                                                         |                                                            |
| ---------------------------------------------------------- | ---------------------------------------------------------- | ---------------------------------------------------------- | ---------------------------------------------------------- | ---------------------------------------------------------- | ---------------------------------------------------------- | ---------------------------------------------------------- | ---------------------------------------------------------- | ---------------------------------------------------------- | ---------------------------------------------------------- | ---------------------------------------------------------- | ---------------------------------------------------------- | ---------------------------------------------------------- | ---------------------------------------------------------- | ---------------------------------------------------------- | ---------------------------------------------------------- |
| Nummer                                                     | 23                                                         | 11                                                         | 2                                                          | 2                                                          | 2                                                          | 3                                                          | 4                                                          | 5                                                          | 8                                                          | 11                                                         | 18                                                         | 20                                                         | 25                                                         | 37                                                         | uit                                                        |